# Bälinge kyrka, Uppland
Bälinge kyrka är en kyrkobyggnad i Bälingebygdens församling i Uppsala stift. Den är belägen vid kanten av Uppsalaslätten en dryg mil nordväst om Uppsala. Den ligger i en jordbruksbygd en dryg mil nordväst om Uppsala och är en av Upplands största och rikast utsmyckade kyrkor. Bälinge var prebendekyrka för ärkebiskopen från reformationen till 1922.

## Kyrkobyggnaden
Kyrkan består av ett rymligt rektangulärt enskeppigt långhus med två kvadratiska korsarmar, västtorn samt en stor sakristia vid koret i vinkel mot norra korsarmen. Tornet har en huv med lanternin. Ingången återfinns i tornets västmur. Murarna består av gråsten, putsad både utvändigt och invändigt. Tegel är använt i valv samt i omfattningar kring dörrar och fönsteröppningar. Det valmade taket är klätt med skiffer och tornöverbyggnaden med koppar. Betydande delar av Bälinge kyrka byggdes under medeltiden men exteriören präglas framför allt av omgestaltningen under 1700-talets senare hälft. Invändiga medeltida inslag finns bevarade i form av korvalvet och dess målningar samt två altarskåp. Även barocken gör sig påmind, här både genom predikstolen och den pampiga orgelfasaden, som ursprungligen haft sin plats i Storkyrkan, Stockholm.
De äldsta murpartierna av gråsten ansågs tidigare härröra från 1200-talets slut. En arkeologisk undersökning i samband med en restaurering 2008 visade dock att tornet och långhuset, av vilka huvuddelarna kvarstår, samt ett numera rivet kor, har uppförts i romansk stil under andra halvan av 1100-talet eller 1200-talets första hälft. Sannolikt byggdes det absidförsedda romanska koret först och långhus och torn något senare. Det romanska koret revs under 1300-talet och kyrkan förlängdes mot öster och det nuvarande koret byggdes. Under 1400-talet slogs tegelvalv och kalkmålningar tillkom i två omgångar. De senaste utfördes under seklets tredje fjärdedel och tillhör Albertus Pictors skola. Nord- och sydportaler byggdes före 1350, exakt datering osäker. Sakristieportalen från koret är ännu bevarad. Minst en korsarm (på södra sidan) lär ha byggts under medeltiden, eventuellt i form av ett gravkapell. Om den norra korsarmen var samtida med den södra är oklart.
1784-1788 genomgick kyrkan en grundlig renovering och ombyggnad. Vapenhus, sakristia och de äldre korsarmarna revs. Korsmittens valv nybyggdes. Större, tunnvälvda korsarmar och en ny sakristia uppfördes. Nya fönster togs upp. De medeltida långhusvalven ersattes av stora tunnvalv. Innermurarna delades in med arkadbågar. Kalkmålningarna överputsades. Vid en renovering 1938 återställdes en del av den medeltida karaktären, främst genom att kalkmålningarna i koret framtogs. Nya bänkar insattes. 1941 härjades kyrkan av eld, varvid yttertaket och tornets övre del brann ner och måste ersättas. Kyrkan genomgick 2008 en omfattande invändig restaurering.

## Inventarier
Bland inventarierna märks:
- Altarskåp av ek, från verkstad i Mälardalen, 1400-talets sista fjärdedel, (bilder).
- Altarskåp av ek, upphovsman Johannes Stenrat, 1471, (bilder).
- Kalkmålning, upphovsman Albertus pictor, från 1480-talet, (bilder).

## Orglar

### Läktarorglar

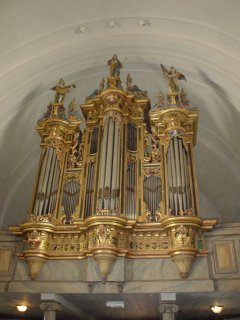
Bälinge läktarorgel

- 1632-1640: Nybyggnad av en 51-stämmig orgel på läktaren i Storkyrkan, Stockholm, genom orgelbyggarna Georg Hermann (död ca 1655) och Philip Eisenmenger (död efter 1657), Stockholm. Fasadens sniderier skapas av den tyske bildhuggaren Mårten Redtmer (död 1655), som inkallats till Sverige för att smycka regalskeppet Wasa.
- 1674: Översyn av hovorgelbyggare Franz Boll (ca 1628–1676), Stockholm
- 1690-1698: Ombyggnad av klaver- och orgelbyggare Georg Woitzig (död 1706), Stockholm
- 1713: Omdisponering av orgelbyggare Johan Niclas Cahman (1680-1737), Stockholm
- 1738: Omdisponering av orgelbyggare Olof Hedlund (död 1749), Stockholm
- 1751: Renovering av orgelbyggare Jonas Gren (1715–1765), Stockholm
- 1760-talet: Översyn av orgelbyggare Carl Wåhlström (1736-efter 1789), Stockholm
- 1776: Reparation av orgelbyggare Olof Schwan (1744-1812), Stockholm
- 1788: Uppsättning och ombyggnad av Storkyrkans ryggpositiv på läktaren i Bälinge kyrka genom Olof Schwan.
- 1805: Omdisponering av orgelbyggeridirektör Johan Ewerhardt d.y. (1760-1847), Stockholm
- 1862: Omdisponering av snickare, vaktmästare vid Korrektionsanstalten i Uppsala) och amatörorgelbyggare Johan Peter Eriksson Forssell (1810-1881), Uppsala
- 1890: Omdisponering av Carl Gustaf Hög, Bälinge
- 1938: Översyn av firma E. A. Setterquist & Son Eftr., Örebro, som också bygger ett nytt pneumatisk instrument med rooseveltlådor bakom den gamla orgeln, vilken från och med nu luftförsörjs från det nya verket. Orgeln har 3 fria kombinationer och 4 fasta kombinationer.

Disposition Setterquistorgeln:
| Huvudverk (I) C-g³ | Svällverk (II) C-g³ | Pedal C-f¹  | Koppel           |
| Kvintadena 16'     | Fugara 8'           | Subbas 16'  | II/I             |
| Principal 8'       | Rörflöjt 8'         | Octavbas 8' | 4' II/I          |
| Gedackt 8'         | Nachthorn 4'        | Flöjt 4'    | 16' II/I         |
| Octava 4'          | Salicett 4’         |             | 4' I/I           |
| Octava 2'          | Nasard 2 2/3'       |             | 16' II/II        |
| Mixtur IV chor.    | Gemshorn 2'         |             | I/P              |
|                    | Ters 1 3/5'         |             | II/P             |
|                    | Krumhorn 8'         |             |                  |
|                    | Tremulant           |             |                  |
|                    | Crescendosvällare   |             | Registersvällare |

- 1955: Gamla orgeln repareras av Bröderna Moberg, Sandviken.[2]
- 1986-1990: Inventering av orgelbyggare Mads Kjersgaard och kyrkomusiker Göran Blomberg
- 1988-1989: Fasadkonservering av P. Tångeberg och Y. Magnusson
- 2003-2005: Dokumentation av Niclas Fredriksson, Riksantikvarieämbetet och Alf Åslund, GOArt, Göteborg
- 2005-2006: Restaurering av orgelbyggeri Bergenblad & Jonsson, Farstorp.  Fasaden från 1630-1640-talet. Manualklaven från 1748. Pedalklaven rekonstruerad 2005 efter förebild från Hökhuvuds kyrka. Tonhöjd: korton a¹ ca 464 Hz vid 19° C. Temperering: Johann Georg Neidhardt 1724 "Dorf", identisk med 1732 "kleine Stadt". Orgeln invigs söndagen den 22 januari 2006 efter 25 års utredningar och forskningsarbete och decennier av tystnad.

Disposition 1788 och nu
| Manual C-d³                                  | Pedal C-g° |
| Principal 8' (fasad)                         | bihängd    |
| Quintadena 16'                               |            |
| Vigol de Gamba 8’                            |            |
| Rörfleut 8’                                  |            |
| Octava 4’                                    |            |
| Quinta 3’ (i modernt språkbruk 2 2/3’)       |            |
| Octava 2'                                    |            |
| Decima fr. 4’ (i mod. språkbruk Ters 1 3/5') |            |
| Sesquialtera II chor, 1 1/3’ + 4/5’ (rep.)   |            |
| Scharf IV chor, 1' + 2/3' + 1/2' + 1/3'      |            |
| Trumpet 8’, Bas/Discant                      |            |

### Kororgel
Orgelbyggare Reinhard Kohlus, Vadstena uppförde 1978 en kororgel med slejflådor och mekanisk traktur och registratur i norra korsarmens västra del.
Ursprunglig disposition:
| Huvudverk I C-g³      | Svällverk II C-g³ | Pedal C-f¹    | Koppel |
| Rörflöjt 8'           | Fugara 8'         | Subbas 16'    | II/I   |
| Principal 4'          | Gedackt 8'        | Kvintadena 4' | I/P    |
| Koppelflöjt 4'        | Flöjt 4'          |               | II/P   |
| Waldflöjt 2'          | Principal 2'      |               |        |
| Mixtur III-IV, 1 1/3’ | Ters 1 3/5’       |               |        |
| Dulcian 8’            | Nasat 1 1/3’      |               |        |
|                       | Tremulant         |               |        |
|                       | Crescendosvällare |               |        |

### Diskografi
Inspelningar av musik framförd på kyrkans orglar.
- Gamla uppländska orglar / Löfgren, Rudolf, orgel. LP. Proprius PROP 7796. 1979.

## Runstenar
Utanför kyrkans vapenhus har det funnits två numera försvunna runstenar, Upplands runinskrifter 1075 och Upplands runinskrifter 1076, där den sistnämnde förstördes under en brand.